# Voo British European Airways 548
O voo British European Airways 548 foi um voo regular de passageiros realizado por um Hawker-Siddeley Trident que ia do Aeroporto de Heathrow em Londres, para o Aeroporto de Bruxelas e que caiu logo após a decolagem, matando todos os seus 118 ocupantes no dia 18 de junho de 1972. O acidente ficou conhecido como desastre de Staines e foi o pior desastre aéreo da Grã-Bretanha até ao Atentado de Lockerbie em 1988.

## Acidente
O avião iniciou o táxi para a pista 27R às 16h00 e as 16h08 recebeu autorização para decolagem. Na cabine estavam o capitão Stanley Key, 51 anos, o co-piloto James Keighley, 22 anos e Simon Ticehurst de 24 anos, ocupando a função de engenheiro de voo. Havia ainda no jumpseat um comandante que pilotaria outro voo, Jonh Collins. Após a decolagem, quando cruzava 1 770 pés a 162 nós de velocidade, alguém na cabine retraiu os slats, necessários para que o  avião conseguisse sustentação com a baixa velocidade que tinha, como ocorre nos pousos e decolagens. O Trident imediatamente perdeu sustentação e entrou em estol. Mas seus 2 sistemas de prevenção e recuperação de estol entraram em ação: o "stick shaker" fez o manche vibrar e o "stick pusher" colocou o nariz do avião para baixo, numa tentativa de ganhar velocidade com o mergulho e recuperar a sustentação. O sistema recuperou o Trident de seu estol ao aumentar sua velocidade, mas desativou seu piloto automático. Ainda sem os slats, o Trident ainda não tinha condições de voar novamente, mas a tripulação pareceu não notar esse fato, e novamente seu sistema antiestol entrou em ação. Porém logo que entrou novamente em ação ele foi desligado pela tripulação, o que condenou o avião. Sem os slats e seu sistema antiestol e com a cauda pesando, o jato começou a inclinar seu nariz 30 graus acima da linha do horizonte. Novamente ele entrou em estol e logo em seguida em uma condição irrecuperável  chamada "estol profundo", em que seus profundores na cauda não podiam mais exercer sua função de levantar ou abaixar o nariz do avião, por não ter ar suficiente passando por eles. E assim o Trident parou de voar e começou a cair como uma pedra, colidindo com um terreno plano e descampado 22 segundos após entrar em estol profundo.

## Investigação

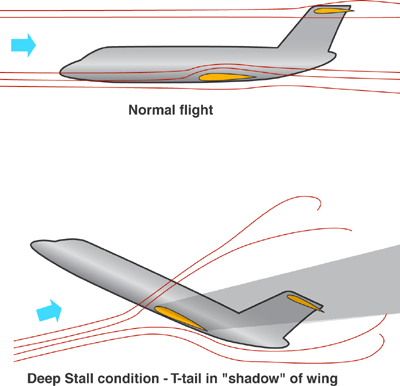
Imagem mostrando uma situação de voo normal e outra de estol profundo

O Trident não possuía um gravador de voz da cabine (CVR), apenas um gravador de dados (FDR). Apesar do rompimento dos tanques no momento da queda, não houve incêndio, facilitando a recuperação dos destroços. O FDR registrou que o voo começou anormal, com uma velocidade menor do que deveria estar, e logo em seguida os flaps foram recolhidos. A tripulação estava concentrada em seguir uma norma para diminuir o ruído perto de casas e reduzir a potência após 90 segundos da decolagem. Talvez por isso não notaram que ao puxar a alavanca de retração dos flaps na verdade estavam puxando a dos slats. Além disso, na autópsia foi descoberto que o comandante havia sofrido um infarto cerca de 2h antes do voo, provavelmente por conta de uma discussão com um membro da BEA. Então descobriu-se que o comandante estava sofrendo os efeitos do infarto no voo, o que explica suas mensagens curtas e engasgadas para a torre de controle. Soma-se a isso o clima, com várias nuvens densas, o que deixava o Trident sem referências visuais. Quanto ao desligamento do sistema antiestol, deveu-se ao fato dos membros da BEA não confiarem no sistema, que já havia apresentado falsos alarmes antes. Depois de concluída a investigação, foram recomendadas mudanças no design das alavancas de flap e slat, para que sejam diferentes uma da outra, e um treinamento para melhor interação entre a tripulação no cockpit.

## Memoriais
- Dois memoriais para os passageiros e tripulantes do voo foram criados em 18 de junho de 2004 em Staines. O primeiro está em uma janela de vidro de uma igreja e o segundo em uma praça próxima do local do acidente.
- Uma árvore plantada em memória dos cidadãos belgas que morreram no acidente está no parque Frère-Orban, Bruxelas.